# Анамас
Анама́с (рос. Анамас) — село у складі Єльцовського району Алтайського краю, Росія. Входить до складу Пуштулімської сільської ради.

## Населення
Населення — 5 осіб (2010; 16 у 2002).
Національний склад (станом на 2002 рік):
- росіяни — 100 %